# Дереволаз південний
Дереволаз південний (Lepidocolaptes falcinellus) — вид горобцеподібних птахів родини горнерових (Furnariidae). Мешкає в Південній Америці.

## Поширення й екологія
Південні дереволази поширені на південному сході та півдні Бразилії (від північного сходу штату Сан-Паулу, на південь від річки Параїба-ду-Сул до півдня штату Ріу-Гранді-ду-Сул), а також на південному сході Парагваю (Альто-Парана), на північному сході Аргентини (Місьйонес, північно-східний Коррієнтес) та на крайньому північному сході Уругваю. Вони живуть у вологих рівнинних і гірських атлантичних лісах та на узліссях. Зустрічаються на висоті до 1600 м над рівнем моря.